# Alexeter fallax
Alexeter fallax là một loài tò vò trong họ Ichneumonidae.